# De vleespotten van Sansato
De  vleespotten van Sansato (Engelse titel: The Fleshpots of Sansato) is een sciencefictionroman uit 1970 van de Engelse schrijver William F. Temple. Het boek kan ook ingedeeld worden in de rubrieken erotisch getinte detective- en/of spionageroman

## Synopsis
Het boek speelt zich af in een tijd waarbij de ruimtereizen eigenlijk overbodig zijn geworden. Er is een transportsysteem door middel van “deuren”, die een persoon of lading in één ogenblik van planeet tot planeet kunnen transporteren. Daarbij geldt een beperking. Het kan maar één richting op. Wil men terugreizen, dan moet men daar 5 jaar over doen door een reis met een ruimteschip. Op de planeet Montefor in het stelsel Doris, deel uitmakend van  Centaur is de professor Lowry zoek. Geheim agent Roy Garner moet namens de Geheime dienst RI op zoek naar hem, Lowry zou belangrijke informatie hebben inzake het interstellair transportsysteem. Garner belandt daarbij in de onderwereld van de stad Sansato. De prostitutie tiert er welig en men is genegen aan alle eisen te voldoen. Daarbij kunnen de dames ("vleespotten") geboekt worden om hún exotische en exorbitante eisen. De dames zijn daarbij veelvuldig afkomstig uit nog verder afgelegen sterrenstelsels/zonnestelsels. Garner krijgt bij zijn zoektocht hulp van Arnie Monicelli van Italiaanse afkomst. Gedurende die zoektocht lijkt die hulp hem echter meer dwars te zitten, dan te helpen. Bovendien is de Geheime dienst van Sansato ook bezig met hun eigen onderzoek. Lowry wil tegelijkertijd uit handen van beide blijven. 